# Raffaello Pacini
Raffaello Pacini (* 1899 in Pistoia; † 1964 in Rom) war ein italienischer Dokumentarfilmer und Filmregisseur.
Pacini begann seine Karriere im Filmgeschäft in der zweiten Hälfte der 1930er Jahre als Regieassistent, widmete sich dann einigen Dokumentarfilmen und ab 1947 einer Handvoll Spielfilmen als Drehbuchautor und gelegentlicher Regisseur mit der Tendenz zu religiösen Themen, darunter dem Kinodebüt von Giorgio Albertazzi, Lorenzaccio aus dem Jahr 1951 und dem Monumentalfilm Die Schlacht von Marathon 1959. Seine dokumentarischen Tätigkeiten setzte Pacini beim italienischen Fernsehen fort.

## Filmografie (Auswahl)
- 1947: La monaca di Monza
- 1959: Lorenzaccio
- 1960: Franziskus und Klara (La tragica notte di Assisi)